# Pseudacteon formicarum
Pseudacteon formicarum är en tvåvingeart som först beskrevs av George Henry Verrall 1877.  Pseudacteon formicarum ingår i släktet Pseudacteon och familjen puckelflugor. Inga underarter finns listade i Catalogue of Life.